# UMI (アメリカの歌手)
UMI (うみ、1999年2月- ） として知られるティエラ・うみ・ウィルソン（英語: Tierra Umi Wilson）は、アメリカのシンガー・ソングライター、プロデューサー。日本人の母とアフリカ系アメリカ人の父のもとシアトルに生まれた。2017年にデビューし、2021年までに5つのEPを発表している。ジャンルについては、ローファイ／オルタナティブR&Bやネオ・ソウルに分類されることが多く、自身は「ヒーリング・ネオ＝ソウル」であると述べている。英語と日本語のバイリンガルであり、2019年には日本語詞の「Sukidakara / すきだから」（2019年）を発表している。音楽や発言をとおしてメッセージを広く届けることを重視しており、互いに繋がり合うことや社会正義の実現、スピリチュアリティの実践についての発言も多い。

## 来歴

### デビュー以前
ティエラ・うみ・ウィルソンは1999年2月上旬にワシントン州シアトルでアフリカ系アメリカ人の父親と日本人の母親の間に生まれ、ピアニストの母、ドラマー兼ギタリストの父、教会でブルースを歌っている小母の影響を受けながら育った。歌を作りはじめたのは4、5歳ごろであり、歌を書くための日記帳をいつも持ち歩いていたと語っている。また、同じころに母からピアノを習いはじめ、祖母からギターを手に入れている。
メイプル・バレーのタホマ高校在学中には、DECA（アメリカ産学連携教育クラブ）へと参加し、教育機会の向上を目的としたNPO「イーストサイド・グローバル・ユース（Eastside Global Youth）」の立ち上げにも関わっている。また陸上選手としても活躍し、2017年には2人の姉妹とともに400メートル・リレーのワシントン州記録（46秒07）を樹立している。このころには、日本名の「うみ」よりもギブン・ネームの「ティエラ」の方を好んでおり、将来は経営管理や経済学、政治学の道に進みたいと述べている。2017年には、南カリフォルニア大学に進学した。
本格的に音楽に取り組みはじめたきっかけは，高校在学中にYouTubeでビートを発見したことであると語っている。自らトラックを作りはじめ、人前で歌うのが怖かったため、USBマイクで録音した曲をYouTubeにアップロードしたという。 また、SoundCloudに他の曲のカバーを投稿していたが著作権の警告を受けたため、自分のオリジナルを書き、投稿し始めた。

### デビュー後
2017年に5枚のシングルと、その後4曲入りのデビューEP『インタルード（Interlude →間奏）』を発表した。「フレンドゾーン（FRIENDZONE）」は、Spotifyの「Fresh Finds Best of 2017」プレイリストに追加されている。2018年に配信リリースした「リメンバー・ミ―（Remember Me）」は、YouTubeで2,500万回以上（2020年11月現在）、Spotifyでは6,000万回以上（2020年10月現在）再生された。またこのころ、ロサンゼルスでODIE（ラッパー）のオープニング・アクトを務めている。2019年には、『バランス（Balance）』と『ラヴ・ランゲージ（Love Language）』の2つのEPを発表2019。また同年、音楽を追求するために南カリフォルニア大学を中退している。
2020年には、他者および自己との関係性におけるギブ・アンド・テイクを描いたEP『イントロスペクション（Interspection →内省）』をキープ・クール・レーベルから発表したほか、クコとコナン・グレイ（コンフォート・クラウド・ツアー）のオープニング・アクトを務めている。グレイとのツアーは、ステージ恐怖症を克服する機会となったと述懐している。また、このころまでにロサンゼルスに移住しており、移住後1年間ほど毎週オープン・マイクを実施していた。
2021年にはコロナ禍の中、カリフォルニア州マリブのシャングリ＝ラ・スタジオで4日間のレコーディングを敢行し、3月にEP『イントロスペクション・リイマジンド（Introspection Reimagined →再想像された内省）』を発表した。この作品でUMIは、昨年発表した『イントロスペクション』を、生楽器の伴奏と10数人の協力者のリミックス&リアレンジにより再構成している。

## 音楽性
Complex (2019) においてUMIは、自身の音楽に名前をつけるとすれば「ヒーリング・ネオ＝ソウル（Healing Neo-Soul）」と答えると述べている。またPause Her (2020) においては、ローファイからより大きなネオ・ソウル、R&Bに移行していると語っており、それまで悪い（bad）ものや主流を意味するものだと考えていたポップが実際になにを意味しているかを理解し始めていて、アフリカからの影響もあるともいう。Daily Trojan (2020) は、ローファイ・エレクトロニクス／R&Bのジャンル・ベンディングな開拓者であるとUMIを紹介している。
UMIはその思慮深い叙情性において人気を博している。たとえばDaily Trojan (2020) は、EP『イントロスペクション』について複雑性・観想・希望・自己疑念といった内面の動きを表現した叙情性を評価している。Pitchfork (2021) は、声の力によって部屋を変容させるタイプの歌手と、空間に対称的な色を加えることにより、雰囲気を染み込ませるタイプの歌手のうち、後者にUMIを位置づけている。同記事はまた、「オープン・アップ（Open Up）」の歌詞における優柔不断さを表出する試みの弱々しさを指摘し、UMIはまだ無形の要素から説得的な物語を形作ることを学んでいる途上であるのだと述べている。
UMIの音楽性は、「海（ocean）」を意味する自身の名前を適切に反映し具現化したものであると評されることもある。British Vogue (2018) では、そのローファイでオルタナティブなゆったりとした（laid-back）R&Bスタイルは、LAのビーチののんびりした夏を想起させると描写されている。Complex (2019) では、彼女の音楽はローファイ・ビート、熱烈なソウル、そして痛烈にシンプルな叙情性の融合（an amalgamation of lo-fi beats, intense soul, and poignantly simple lyricism）であり、静かで説得的な平安を放っているが、それは海の波が弾ける様子とは異なっていると評された。彼女自身も、音楽を作ることをとおして海の様々な部分を見ることができ、自分のディスコグラフィからは水の流れのような変化の物語を感じとれるだろうと語っている。

### 影響を受けたアーティストや他のアーティストとの比較
子供のころは、母の演奏する日本のジャズやポップス、ロックを聴いて育ったという。最初に好きになったのはマライア・キャリーの「ウィ・ビロング・トゥゲザー」で、最初にギターで弾いた曲は「スタンド・バイ・ミー」と「リーン・オン・ミ―」であるという。影響を受けたミュージシャンとしては、SZAやエリカ・バドゥ、ジェネイ・アイコといったネオ・ソウルの女性アーティスト、松田聖子やCrystal Kayといった日本のミュージシャン、そのほかフランク・オーシャンやディアンジェロ、ミゲルを挙げており、スティーヴィ・ワンダーやシャーデー、ローリン・ヒルも尊敬しているという。
Pause Her (2020) では、イライザやDJハリソン、タイラー・リヴァー（Tyler River）、ビル・ウィザースといったソウルのソウルをもつ音楽（soul-soul music）を聴くと述べ、『イントロスペクション・リイマジンド』発表後のInterview Magazine (2021) においては、ソ―やクレオ・ソルに触発されたと語っている。また、ニック・ハキムのようなインストゥルメンタルなアーティストやジェイコブ・コリアーと一緒に曲を作りたいと述べている。注目している無名のアーティストとしては((( O )))を挙げている。
自分にとっての国歌はなにかという問いに対しては、ビヨンセの「ラン・ザ・ワールド」と答えており、自分で書いたかのように感じる曲はなにかという問いに対しては、SZAの「20サムシング」であると答え、ジェネイ・アイコの「エターナル・サンシャイン（Eternal Sunshine）」におけるエネルギーと平穏は自らのオーラを表すものであるという。また食事中に聴くプレイリストにはビリー・ホリデイやベティ・カーターといったジャズが含まれるという。
British Vogue (2018) においては、次のコリーヌ・ベイリー・レイに値すると評され、Ones to Watch (2018) においては、ジョルジャ・スミスに続くR&B界の歌姫になるだろうと評された。Coup De Main (2019) では、クレイロ、SZA、ケラーニ、ジ・インターネット、カリードが好きなら、UMIを気に入るだろうと推薦されている。

## 思想や価値観

### 社会問題とスピリチュアリティ
繋がり合うことや相互に理解・共感し合うこと、多くの人にメッセージを届けることの重要性を訴える発言をしばしばおこなっている。2019年には《i-D》のインタビューにおいて、いま私には表現（represent）するようになった文化や現実，経験がたくさんあります。そして人々が自分は目に入れられている、理解されていると感じ、互いに繋がり合っていると感じるためには、表現することがとても重要だと考えていますと語っている。また、インターネットについては肯定的な立場をとっており、共有することにはとても価値があると語っている。
社会正義の実現においては、なによりもブラック・ライヴズ・マターなどの反人種差別運動に、そして女性の権利やLGBTとコミュニティといった問題にも情熱を注いでいる。2018年の「Remember Me」のミュージック・ビデオでは、ジェンダーや性的指向、人種や階級の異なるカップルを取り上げており、この曲では失恋の普遍性を表現しようとしたという。そしてそれは、阻害され軽んじられている（marginalized and underrepresented）コミュニティや集団を擁護（advocate）する手段として、自分の音楽と築き上げてきたプラットフォームを使いたいといつも考えていた自分にとって、最初のチャンスであるように感じたと語っている。また、持続可能なツアーをする環境に配慮したアーティストになりたいとも述べている。
スピリチュアリティや宇宙に関する発言も多い。毎朝10分から30分程度瞑想することを習慣としていて、ソーシャル・メディアにおいては、ヒーリングや瞑想のセッションをつうじてフォロワーを誘導することもある。2020年のインタビューでは、スピリチュアリティと聞くと人々は宗教と関係があると考えるように感じています。でも私にとっては、それはたんに存在（presence）の実践であり自己認識の実践なのですと述べている。

### 日本との関わりとアイデンティティについて
前述のとおりUMI、日本人である母や歌う日本の曲や日本のミュージシャンを聴いて育っており、自らの潜在意識には日本文化の影響があると述べている。また、ミドル・ネームの「Umi」は日本語の「海」に由来しており、英語圏のメディアにおいては「Ocean」という意味だとしばしば説明されている。また、日本語で名前を書くと、wingとoceanの文字であると述べている。
中学生のころは毎年家族とともに夏に日本に訪れ、祖母と過ごしていた。2019年にも数週間滞在している。好きなアニメとしては『ドラえもん』を挙げており、幼少時に創造性を教えてくれたと語っている。また、ソウル・フードと日本食の混合物を食べて育ったという。
以前は日本人（アジア人）とアフリカ系アメリカ人（黒人）という複数のルーツをもつこと起因するアイデンティティ・クライシスを経験したこともあるが、2020年現在では、自分自身に両方の部分があること、他の人がそれらの両方を見ないかもしれないことを受け入れており、そのことを表現するために音楽を作ることが大切になっていると述べている。英語と日本語のバイリンガルであることについては、異なった方法で自らの表現にアプローチできることを意味するとして、肯定的に受け止めており、2020年現在フランス語も勉強している。
日本語で歌詞を作ることもあり、ほとんどの歌詞が日本語である「Sukidakara / 好きだから」を発表しているが、その制作の動機は、日本人のルーツを持ちながら日本人としては見られないというアイデンティティーの齟齬の問題に関わっている。Coog Radio (2019) においては、
わたしはアジア人として見られていないようにも感じます。みんないっつもわたしを日本人として見てくれないんですよ。わたしが日本に行って、わたしが日本語を喋っていても、みんなまだ英語で喋ってくるんですよ？ じゃあ、どうやったら恥知らずに日本人になれるんでしょう？ だからわたしは、歌の中に日本語を入れてヤろう、ミュージック・ビデオの中にアニメを入れてヤろうと思ったんです。
と述べており、その後のツアーにおいて、多くの人にアジア人コミュニティーを代表（represent）していることへの感謝を示され、オーマイガッ！みんなわたしをアジア人と見てくれている！と感じ涙が出たという。また、この曲を含む一連のミュージック・ビデオのアニメ・キャラクターであることを隠して生活しているという設定は、日本人であるという事実を隠さなければならないことがあったり、みんなが自分を日本人として見てくれなかったりした経験から思いついたものである。
また前述のように、黒人女性としては、黒人コミュニティやブラック・ライヴズ・マターを支援すると語っている。

## ディスコグラフィー
シングルについては省略する。
| タイトル                 | 発表日         | レーベル   | 曲数 | 備考 |
| ------------------------ | -------------- | ---------- | ---- | --- |
| Interlude                | 2018年1月25日  | 408        | 4    | |
| Balance                  | 2019年5月17日  | UMI        | 2    | |
| Love Language            | 2019年10月30日 | Loud Robot | 4    | アニメと実写を融合した一連のMVで構成されたヴィジュアルEP。2曲目に日本語詞の「Sukidakara / 好きだから」を収録。 |
| Interspection            | 2020年6月21日  | Keep Cool  | 6    | |
| Introspection Reimagined | 2021年3月26日  | Keep Cool  | 8    | |